# South Toledo Bend
South Toledo Bend – jednostka osadnicza w Stanach Zjednoczonych, w stanie Teksas, siedziba administracyjna hrabstwa Newton.